# Parque Santos Dumont
Parque Santos Dumont är en park i Brasilien.   Den ligger i kommunen São José dos Campos och delstaten São Paulo, i den sydöstra delen av landet, 800 km söder om huvudstaden Brasília. Parque Santos Dumont ligger 611 meter över havet.
Terrängen runt Parque Santos Dumont är platt. Runt Parque Santos Dumont är det tätbefolkat, med 709 invånare per kvadratkilometer.. Närmaste större samhälle är São José dos Campos, 2,3 km norr om Parque Santos Dumont.
Runt Parque Santos Dumont är det i huvudsak tätbebyggt.